# WorkinGirls
WorkinGirls é uma série de televisão francesa exibida pelo Canal+ desde 19 de abril de 2012.

## Enredo
Workingirls acompanha o cotidiano de 6 mulheres em um escritório. Piadas escatológicas e um tanto estereotipadas acompanham Karine, diretora sádica e workaholic; Nathalie, a mãe de uma grande família; Helene, depressiva; Deborah, a ninfomaníaca; e Sophie e Sophie, jovens recepcionistas que passam o tempo todo fumando ou procurando não fazer nada.

## Elenco
- Claude Perron ... Karine Brontier
- Laurence Arné ... Déborah Vernon
- Blanche Gardin ... Hélène Grilloux
- Vanessa David ... Nathalie Roneaudi
- Clémence Faure ... Sophie Martineau
- Alice Belaïdi ... Sophie Marteauni